# Rivolta di Sokehs
La rivolta di Sokehs iniziò il 18 ottobre 1910 sull'isolotto di Sokehs, nelle isole Caroline, all'epoca una colonia tedesca: un gruppo di indigeni dell'omonima tribù, guidati da un capo locale noto solo come "Samuel", insorse contro le locali autorità coloniali tedesche, trucidando alcuni coloni. La reazione delle unità di polizia locali non riuscì a domare la rivolta, e da Berlino fu inviata nell'isola una formazione navale composta da due incrociatori: sotto la guida del capitano di corvetta Waldemar Vollerthun, le forze tedesche riuscirono ben presto ad avere ragione dei ribelli, reprimendo l'insurrezione per il 22 febbraio 1911; Samuel e i principali istigatori della rivolta furono giustiziati e l'autorità coloniale tedesca pienamente ripristinata.

## Antefatti
Le isole Caroline furono scoperte dai portoghesi nel 1567, ma furono colonizzate dalla Spagna a partire dal 1686; l'interesse spagnolo per questi lontani possedimenti fu sempre molto basso e il 12 febbraio 1899 il governo di Madrid, alle prese con una dura situazione economica interna dopo la sconfitta nella precedente guerra ispano-americana, decise di venderle alla Germania, da tempo interessata a una espansione coloniale nell'area del Pacifico, tramite un apposito trattato: i tedeschi acquisirono il controllo delle isole Caroline, Marianne e Palau, che furono amministrativamente poste sotto le autorità della preesistente Nuova Guinea tedesca.
I tedeschi stabilirono un centro commerciale e amministrativo presso l'insediamento di Kolonia sull'isola di Pohnpei, una delle maggiori delle Caroline, e iniziarono a sfruttare economicamente i loro nuovi possedimenti. Tradizionalmente, la proprietà terriera su Pohnpei era di dominio esclusivo dei capi delle varie tribù di indigeni locali, i quali assegnavano in godimento i vari appezzamenti ai loro sudditi tribali con la formula della mezzadria; a partire dal 1907 l'amministrazione coloniale tedesca impose invece una nuova riforma agraria, redistribuendo la terra a vari piccoli proprietari indigeni ma imponendo, come forma di tassazione, l'obbligo per loro di mettersi a disposizione per 15 giorni all'anno per eseguire svariati lavori pubblici.

## La rivolta

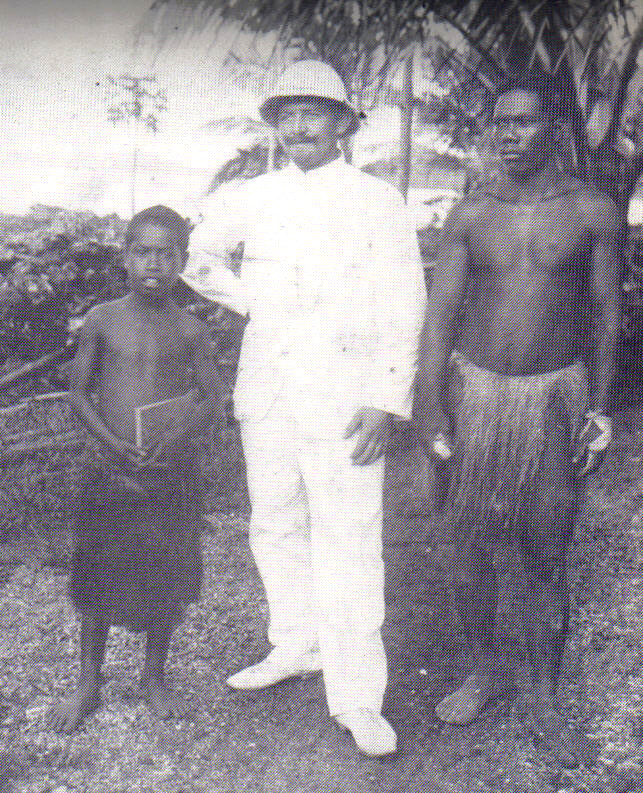
Il tenente della polizia coloniale Karl Kammerich.

Il 17 ottobre 1910 un gruppo di indigeni della tribù dei sokehs fu precettato dai tedeschi per eseguire alcuni lavori di costruzione di strade sull'omonima isoletta, posta lungo la costa settentrionale di Pohnpei; un giovane indigeno si rifiutò di sottostare agli ordini del suo sorvegliante tedesco, e venne per questo condannato alla fustigazione da parte di un membro della locale forza di polizia. Quello stesso pomeriggio Samuel, un capo sezione locale di basso grado (Sou Madau en Sokehs, letteralmente "signore dell'oceano su Sokhes"), convinse gli altri membri della sua tribù a rifiutare ogni ulteriore lavoro per i tedeschi; la mattina dopo, 18 ottobre, i sokhes si ribellarono apertamente e presero a minacciare i due sorveglianti tedeschi presenti sull'isola, Otto Hollborn e Johann Häfner, i quali trovarono rifugio presso gli edifici della locale missione dei frati cappuccini.
Il commissario distrettuale Gustav Boeder a Kolonia fu informato della ribellione e insieme al suo assistente Rudolf Brauckmann, a due interpreti e a sei barcaioli indigeni dell'isola Mortlock si recò su Sokhes per parlamentare con gli insorti; mentre Boeder si avvicinava al gruppo dei ribelli sokehs, venne colpito e ucciso da un colpo di fucile sparato da una posizione nascosta: in breve tempo gli insorti attaccarono il resto del gruppo uccidendo anche Brauckmann, Hollborn, Häfner e cinque dei barcaioli di Mortlock. Non appena la notizia del massacro raggiunse Kolonia, Max Girschner, il dottore dell'isola e ora il più alto ufficiale tedesco lì presente, chiese agli altri capi indigeni delle quattro principali tribù di Pohnpei di inviare dei guerrieri per proteggere l'insediamento: i capi tribali si dimostrarono fedeli ai tedeschi e misero a disposizione circa 600 guerrieri, ma nessun tentativo di attaccare Kolonia fu fatto dai ribelli di Samuel, che si limitarono a barricarsi in una zona montuosa di Sokhes. Kolonia non disponeva di una stazione radio con cui chiedere assistenza, e fu solo il 26 novembre 1910, quando il mercantile Germania fece scalo a Pohnpei, che fu possibile inviare notizia della rivolta al quartier generale dell'amministrazione tedesca a Rabaul; l'ufficio coloniale di Berlino ricevette poi le prime notizie sulla rivolta solo il 26 dicembre seguente.

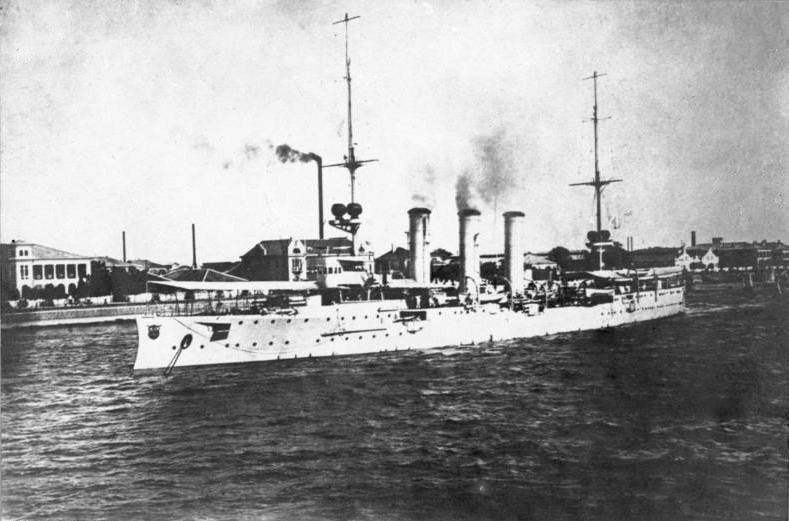
L'incrociatore leggero tedesco SMS Emden.

A Rabaul il governatore della Nuova Guinea tedesca Albert Hahl diede ordine di inviare a Pohnpei la cannoniera SMS Cormoran e il pattugliatore Planet con a bordo un contingente di 163 reclute della polizia melanesiana appena arruolate, comandate dal tenente tedesco Karl Kammerich; il contingente giunse a Sokehs a metà dicembre del 1910, ma nelle iniziali schermaglie con i ribelli i poliziotti melanesiani diedero una prestazione deludente che attirò pesanti critiche su Kammerich. In risposta alle notizie che arrivavano da Pohnpei, il comando della marina tedesca (Kaiserliche Marine) decise di inviare rinforzi: l'incrociatore leggero SMS Emden, appena rientrato da una crociera nel Pacifico, lasciò la base tedesca di Tsingtao, in Cina, mentre il pari classe SMS Nürnberg muoveva da Hong Kong; le due navi arrivarono a Pohnpei il 10 gennaio 1911, e il comandante dello Emden capitano di corvetta Waldemar Vollerthun, ora l'ufficiale tedesco più anziano presente sull'isola, assunse la direzione delle operazioni.
Il 13 gennaio le artiglierie dello Emden presero a battere le posizioni occupate dai ribelli di Samuel, mentre una forza da sbarco composta da marinai tedeschi e poliziotti melanesiani prendeva terra sull'isolotto agli ordini di un funzionario civile tedesco, Hermann Kersting; i tedeschi catturarono il nascondiglio dei ribelli, ma molti di essi riuscirono a fuggire da Sokhes e a rifugiarsi nell'interno della vicina Pohnpei. I ribelli continuarono a condurre una lotta di guerriglia ancora per diversi giorni, ma la carenza di cibo, la mancanza di appoggio da parte delle altre tribù e i continui spostamenti per sottrarsi ai tedeschi fiaccarono ben presto la loro resistenza; il 13 febbraio 1911 Samuel e cinque dei suoi seguaci furono catturati, mentre i restanti ribelli si arresero il 22 febbraio seguente. I due incrociatori lasciarono Pohnpei il 1º marzo 1911, rientrando a Tsingtao il 14 marzo seguente.

## Conseguenze
Durante l'assalto al nascondiglio dei ribelli i tedeschi ebbero un ufficiale, due graduati e due poliziotti melanesiani uccisi, e cinque marinai e nove poliziotti feriti, segno che i ribelli offrirono una buona resistenza; i sokehs ebbero sei morti nell'assalto e un numero imprecisato di feriti e dispersi. Immediatamente dopo la conclusione delle ostilità, un processo sommario per omicidio e insurrezione venne allestito per 36 sokhes presi prigionieri: 17 di essi furono condannati a morte, 12 ricevettero lunghe condanne ai lavori forzati e 7 furono assolti; il 24 febbraio 1911, 15 dei condannati, tra cui il leader Samuel, furono giustiziati mediate fucilazione, mentre due dei condannati si videro commutare la pena e furono risparmiati. Il governo coloniale decise di prevenire ulteriori rivolte e diede ordine che i 426 membri della tribù dei sokehs venissero immediatamente deportati da Pohnpei nelle isole Palau; la riforma terriera portata avanti dai tedeschi continuò senza ulteriori opposizioni.
Le isole Caroline, come molti altri possedimenti tedeschi del Pacifico, furono poi occupate dai giapponesi durante le fasi iniziali della prima guerra mondiale, tra l'ottobre e il novembre del 1914; i giapponesi concessero a un primo gruppo di sokhes di rientrare a Pohnpei nel 1917, e dopo aver ottenuto il mandato sulle isole con la firma del trattato di Versailles completarono il rimpatrio dei membri della tribù per il 1927. Nei tardi anni 1980, dopo che Pohnpei ottenne l'indipendenza all'interno degli Stati Federati di Micronesia, le vicende della rivolta di Sokhens furono recuperate e Samuel proclamato un eroe nazionale; il 24 febbraio fu proclamato giornata di festa, e la tomba comune dei quindici giustiziati a Kolonia divenne un santuario nazionale.